# نيلس هولمبرغ
نيلس هولمبرغ (بالسويدية: Nils Holmberg)‏ هو صحفي وسياسي سويدي، ولد في 23 ديسمبر 1902 بستوكهولم في السويد، وتوفي في 4 أغسطس 1981. حزبياً، نشط في حزب اليسار. وقد انتخب عضو البرلمان السويدي ‏.